# 그랑드 오달리스크
《그랑 오달리스크》(Grande Odalisque)는 1814년에 장오귀스트도미니크 앵그르가 완성한 그림이다. 루브르 미술관 소장. 오달리스크는 오리엔트의 후궁을 말하는 것인데 앵그르는 오리엔트의 분위기를 사랑하여 《터키탕》 등의 작품을 그렸다. 앵그르는 이 오달리스크를 로마에서 그려 1819년에 파리에서 발표했으나, 당시의 생각이 받아들일 수 없을 만큼 탐미적인 화필(畵筆)을 나타냈었기 때문에 평판은 좋지 않았다.

## 같이 보기
- 오달리스크

## 참고 문헌
- 이 문서에는 다음커뮤니케이션(현 카카오)에서 GFDL 또는 CC-SA 라이선스로 배포한 글로벌 세계대백과사전의 내용을 기초로 작성된 글이 포함되어 있습니다.